# Dali, Fujian
Dali (kinesiska: 大历) är en köping i sydöstra Kina. Den ligger i Shunchang härad i staden Nanping i provinsen Fujian, omkring 160 kilometer nordväst om provinshuvudstaden Fuzhou. Antalet invånare är 5835. Befolkningen består av 2 855 kvinnor och 2 980 män. Barn under 15 år utgör 15,0 %, vuxna 15-64 år 69 %, och äldre över 65 år 14,0 %.